# کمان آتشفشانی کامپانیا

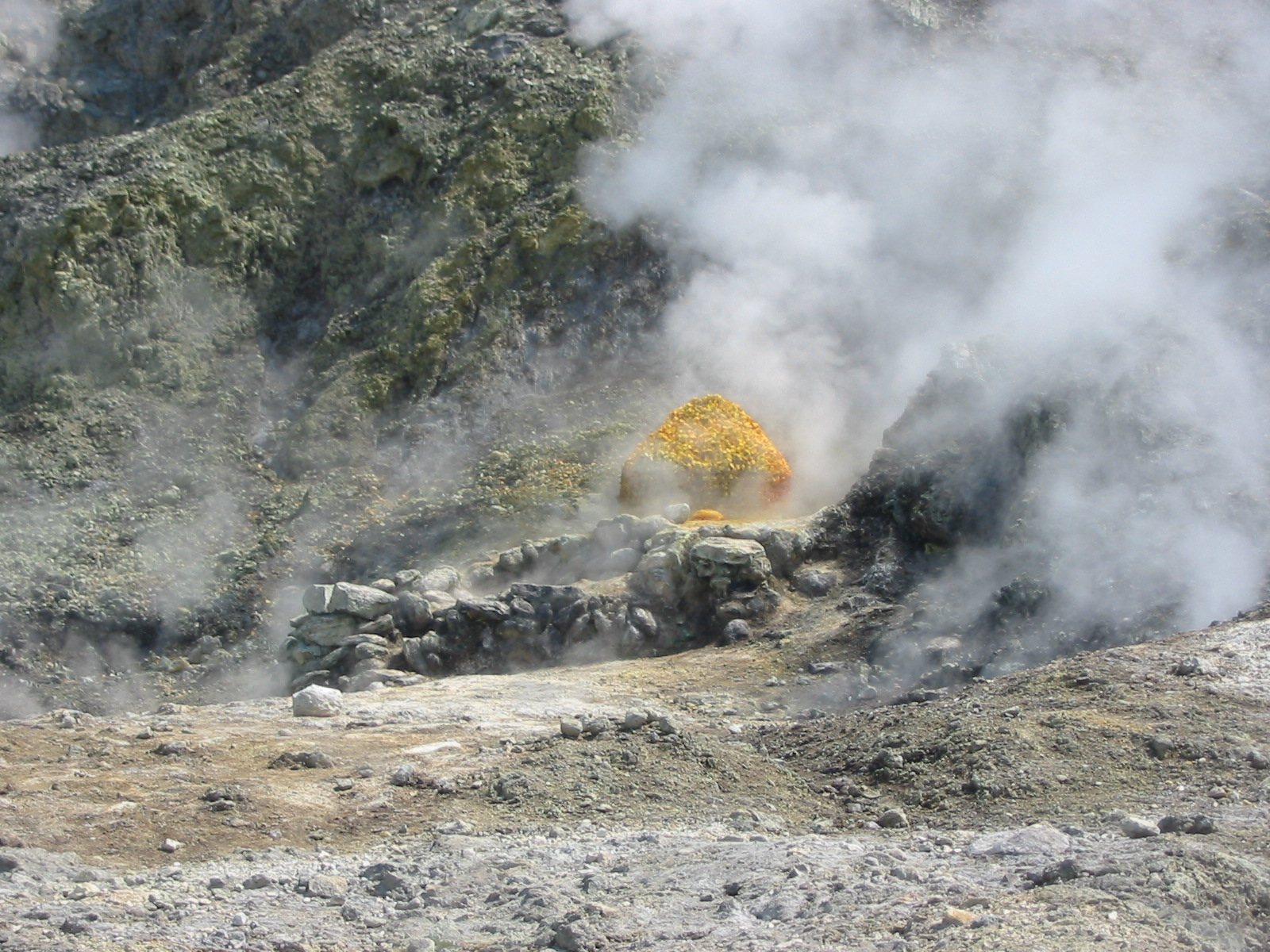
گوگرد در کاسه آتشفشانی سولفوتارا

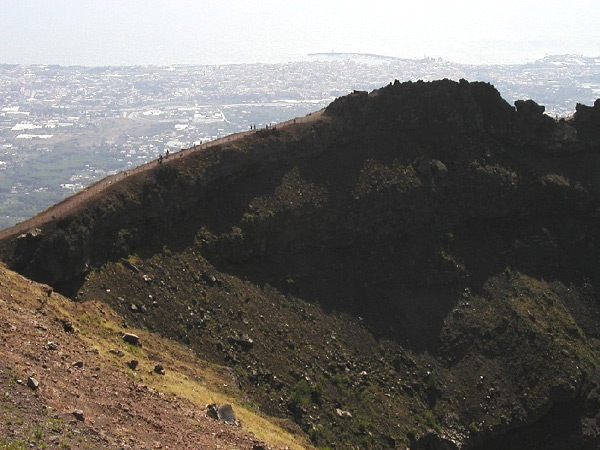
نمایی از دیواره کاسه آتشفشانی وزوو، همراه با شهر توره دل گرکو در پس‌زمینه

کمان آتشفشانی کامپانیا (انگلیسی: Campanian volcanic arc) یک کمان آتشفشانی است که چندین آتشفشان فعال، نیمه‌فعال و خاموش در منطقه کامپانیای ایتالیا را در خود جای داده‌است. این کمان آتشفشانی شامل مرکز خلیج ناپل و مناطق زیر است:
- وزوو: یک آتشفشان فعال که آخرین بار در سال ۱۹۴۴ فوران کرد.
- میدان‌های فلگرایین: یک کاسه آتشفشانی بزرگ و قدیمی که بخش غربی ناپل را در بر می‌گیرد.
- کوه اپومئو: در جزیره ایسکیا و ۲۰ کیلومتری غرب ناپل که آخرین بار در سال ۱۳۰۲ فوران داشته‌است.
- پالینورو، واویلف، مارسیلی و مگناغی: آتشفشان‌های زیردریایی خاموش یا خفته در غرب وزوو. سه آتشفشان آخر در دهه ۱۹۵۰ کشف شده و به نام زمین‌شناسان کاشف آنها نام‌گذاری شدند.

کمان آتشفشانی کامپانیا بخشی از منطقه بزرگ‌تری است که از نظر آتشفشانی و لرزه‌ای فعال بوده و به سمت جنوب، آتشفشان‌های فعال استرومبولی و وولکان در ساحل شمالی سیسیل و حتی اتنا بزرگ‌ترین آتشفشان اروپا را در خود جای داده‌است.